# Vid Vrhovnik
Vid Vrhovnik (* 12. Juli 1999 in Velenje) ist ein slowenischer Nordischer Kombinierer.

## Werdegang
Im September 2012 debütierte Vid Vrhovnik im Alter von 13 Jahren im Alpencup der Nordischen Kombination, in dem er in den folgenden zwei Jahren in unregelmäßigen Abständen startete. Im Continental Cup ging er erstmals bei einem Gundersen-Wettbewerb in Planica am 6. Februar 2016 an den Start. Sein bislang bestes Ergebnis in dieser Wettbewerbsserie erreichte er am 8. Januar 2017 mit einem 16. Platz in einem Wettkampf im norwegischen Høydalsmo.
Mitte Januar 2017 gab er in Chaux-Neuve sein Debüt im Weltcup der Nordischen Kombination. Ende November erzielte er beim Weltcup in Kuusamo mit den Rängen 26 und 27 seine ersten beiden Punktplatzierungen.
Vrhovnik nahm bereits mehrfach an Nordischen Junioren-Skiweltmeisterschaften teil. Bestes Ergebnis waren im Team ein neunter Rang in Almaty 2015 und im Einzel ein 14. Platz in Park City 2017. Bei den Nordischen Skiweltmeisterschaften 2017 im finnischen Lahti wurde er im Teamsprint gemeinsam mit Marjan Jelenko Elfter, in den Einzelwettbewerben kam er nicht über die Plätze 49 von der Normalschanze und 47 von der Großschanze hinaus.
Bei den Olympischen Jugend-Winterspielen 2016 ging er sowohl in den Wettbewerben der Nordischen Kombination als auch des Skilanglaufs und Skispringens an den Start. Im Skispringen gewann er gemeinsam mit Ema Klinec und Bor Pavlovčič Gold im Teamwettbewerb. Bei den Junioren-Weltmeisterschaften im Februar 2018 im schweizerischen Kandersteg gewann er Gold im Gundersenwettbewerb von der Normalschanze und über 5 Kilometer.
Im Vorfeld der slowenischen Meisterschaften im Dezember 2019 verletzte sich Vrhovnik schwer am Knie, was ihn zum vorzeitigen Saisonende zwang. Nach langer Pause feierte er mit dem Gewinn des Sommermeistertitels im Oktober 2020 in Planica wieder einen Erfolg.

## Statistik

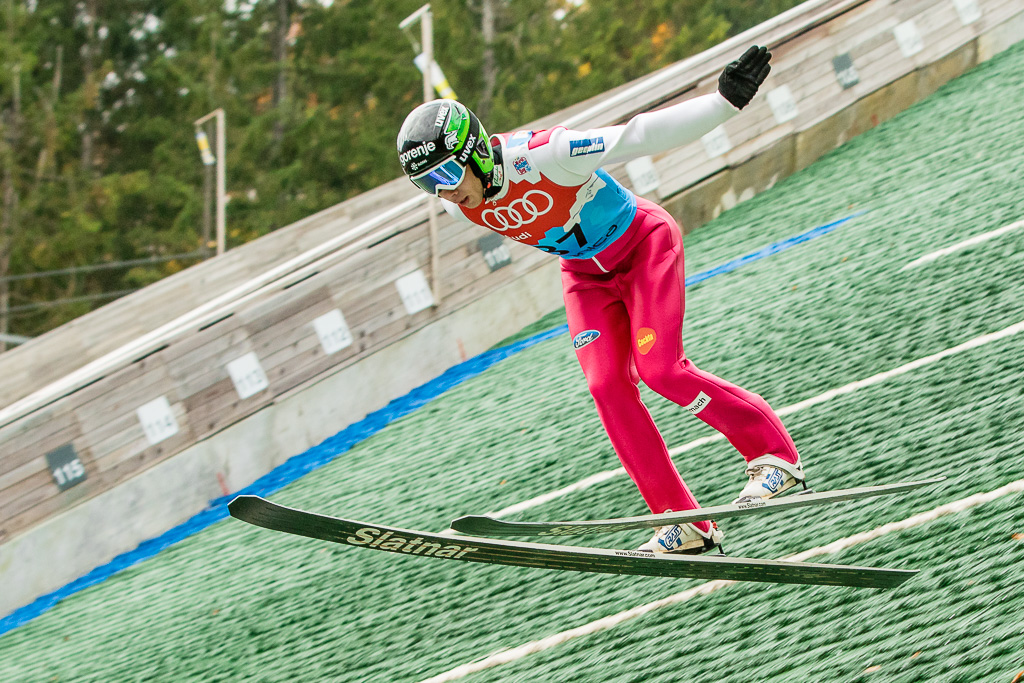
Vrhovnik beim Grand Prix 2017 in Planica

### Platzierungen bei Weltmeisterschaften
| Jahr und Ort    | Wettbewerb | Wettbewerb   | Wettbewerb | Wettbewerb | Wettbewerb |
| Jahr und Ort    | Einzel NS  | Gundersen GS | Team       | Teamsprint | Mixed-Team |
| --------------- | ---------- | ------------ | ---------- | ---------- | ---------- |
| 2017 Lahti      | 49.        | 47.          | —          | 11.        | —          |
| 2019 Seefeld    | 32.        | 29.          | —          | 11.        | —          |
| 2021 Oberstdorf | 35.        | 33.          | —          | 10.        | —          |
| 2025 Trondheim  | 34.        | 27.          | —          | —          | 07.        |

### Weltcup-Platzierungen
| Saison  | Platz | Punkte |
| ------- | ----- | ------ |
| 2017/18 | 61.   | 009    |
| 2018/19 | 55.   | 020    |
| 2020/21 | 55.   | 001    |
| 2021/22 | 50.   | 008    |
| 2023/24 | 35.   | 123    |